# Еба

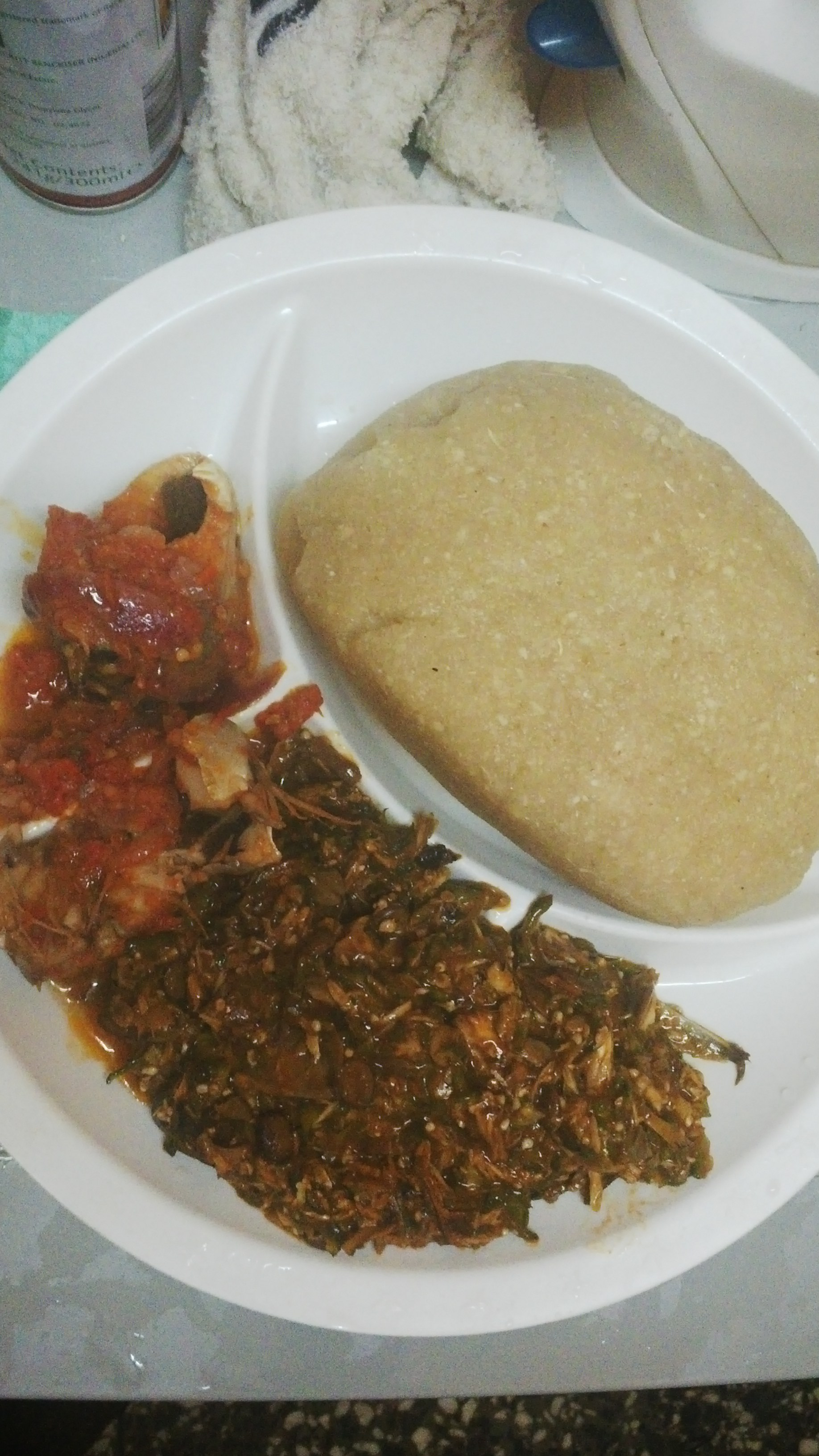
Еба і ефо ріро (овочевий суп) з рибою

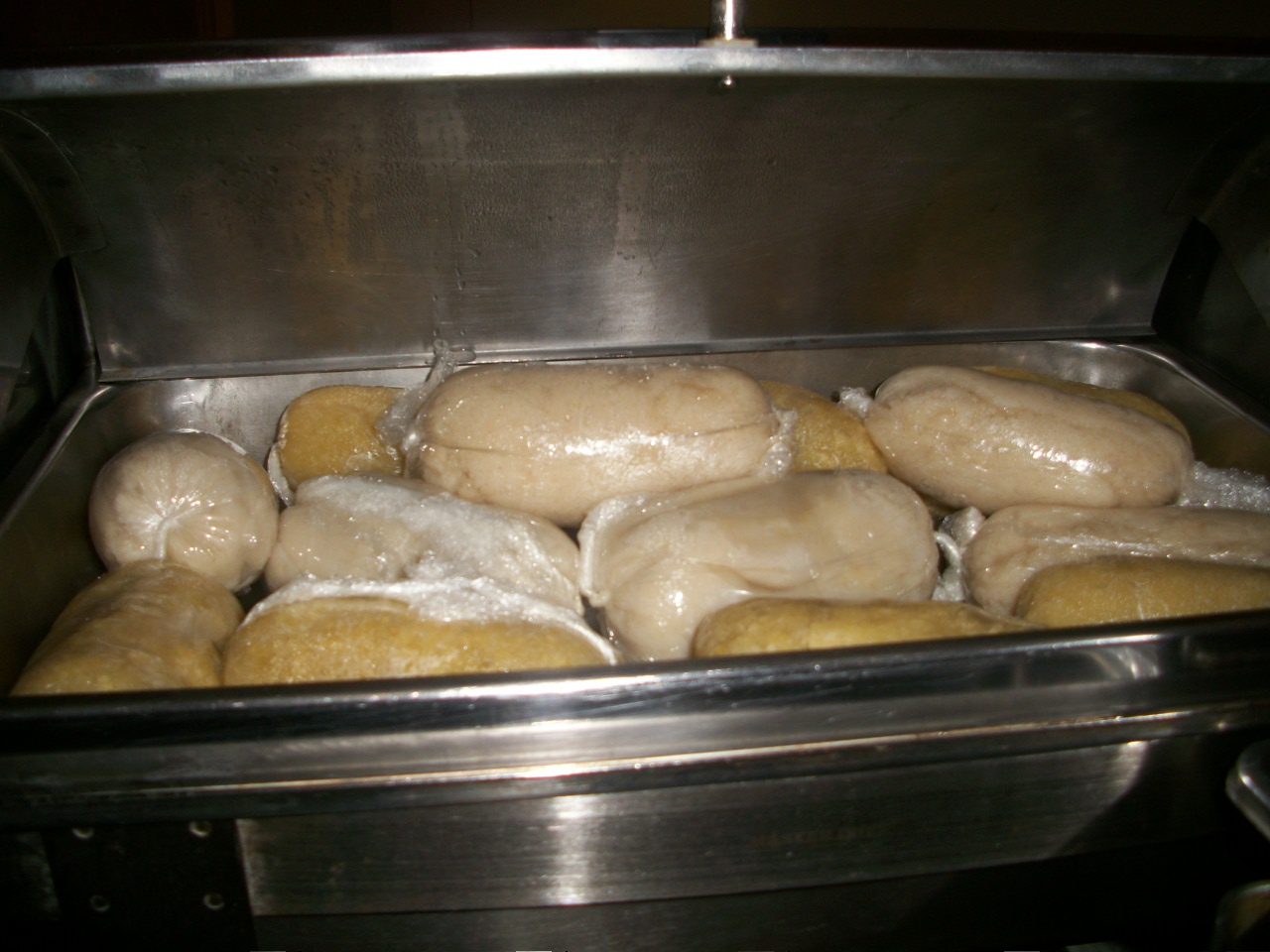
Еба та товчений ямс

Еба (ẹ̀bà) — основна страва, яку в основному їдять у західноафриканському субрегіоні, особливо в Нігерії та частині Гани. У народі йоруба його називають еба. Це ковтальна їжа, виготовлена з висушеного натертого борошна маніоки, широко відома як Гаррі. Його часто їдять з рясно приготованими супами та рагу, з яловичиною, рибою або бараниною залежно від особистого смаку.

## Приготування
Борошно змішують з гарячою водою і добре перемішують з дерев'яним шпателем до тих пір, поки не стане, як тісто. Може бути згорнутий в кульку.

## Споживання
Щоб поїсти, невелику кількість беруть пальцями, згортають у невелику кульку і опускають у обе (густий суп), такий як суп з бамії, суп з гіркого листя (ewúro) або суп з перцю (ọbẹ̀ ata або ẹ̀fọ́, залежно від діалекту) або з бамією, Irvingia gabonensis, ewédú, м'ясом або рибою, тушкованими овочами або іншими соусами, такі як gbẹgìrì, банга суп, суп з дині.
Еба може бути жовтого або майже білого кольору. Він виходить жовтим, коли його змішують з пальмовою олією. Гаррі дуже багатий крохмалем і вуглеводами. Страва досить важка та є основною їжею західноафриканців, особливо Нігерії.